# Berendruif
De berendruif (Arctostaphylos uva-ursi) is een plant uit de heidefamilie (Ericaceae). De soort staat op de Nederlandse Rode lijst van planten als zeer zeldzaam en stabiel of toegenomen.
De berendruif is een in Nederland 30–60 cm hoge dwergstruik met kruipende stengels, die aan de top opstijgen. De glanzende, groene, omgekeerd eironde bladeren blijven één tot drie jaar aan de plant zitten. De dwergstruik bloeit van maart tot april. De witte of roze bloemen zitten in korte overhangende trossen. De bessen zijn rood. Ze worden gegeten door vogels, maar zijn voor de mens giftig.[bronvermelding?] Verwarring is mogelijk met de groenblijvende rode bosbes (Vaccinium vitis-idaea).
De berendruif komt voor in de duinen op vochtige, voedselarme grond.

## Naamgeving
De Nederlandse naam berendruif is afkomstig van de veronderstelling dat beren de vruchten erg lekker zouden vinden.
De wetenschappelijke naam Arctostaphylos uva-ursi is een tautologisch mengsel van Grieks en Latijn, daar arktos en ursus in deze respectievelijke talen beer betekent, terwijl staphyle en uva betrekking heeft op de druif.

## Voorkomen
In Nederland komt de plant voor op de Veluwe en in de duinen van Terschelling op welk eiland sinds de vijftiger jaren van de 20e eeuw drie groeiplaatsen aanwezig zijn. Het reservaat de Boschplaat is in 2004 door een grote brand getroffen, maar de groeiplaats heeft de brand overleefd.
De berendruif komt op heel het noordelijk halfrond voor:
- in Europa van IJsland, Noordkaap en Noorwegen tot aan Zuid-Spanje (Sierra Nevada), Italië (Alpen) en de bergen van Noord-Griekenland.
- in Azië van Siberië tot in Turkije, de Kaukasus en de Himalaja.
- in Noord-Amerika van Alaska, Groenland en Canada tot in de Rocky Mountains van Mexico.

## Ondersoorten
De volgende ondersoorten worden onderscheiden:
- A. uva-ursi subsp. uva-ursi, circumpolair verspreidingsgebied
- A. uva-ursi subsp. adenotricha, centrale hoogland van de Sierra Nevada
- A. uva-ursi subsp. coactilis, noordelijk en centraal kustgebied van Californië
- A. uva-ursi subsp. cratericola, Guatemala op 3000–4000 m hoogte

## Gebruik
De struik wordt ook als sierplant gebruikt, voornamelijk als bodembedekker.
De bladeren van de berendruif worden in medicinale drankjes verwerkt. Ze bevatten onder meer arbutine, dat desinfecterend werkt in de urinewegen.